# Klippenspringen

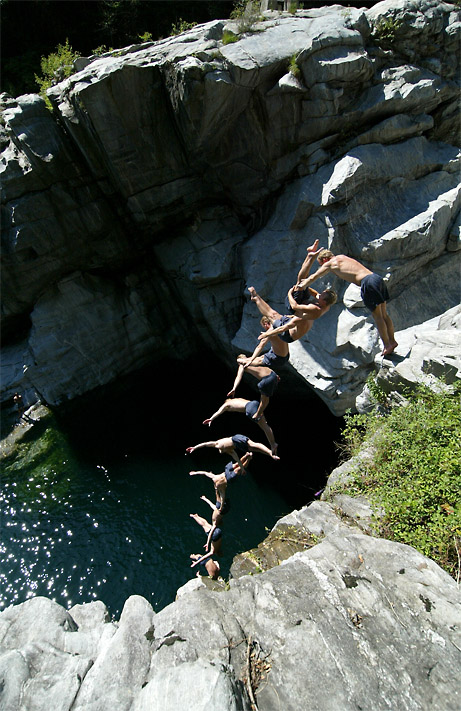
Doppelsalto vorwärts mit halber Schraube 15 m Gunnar Bull-Berg, Ponte Brolla (Schweiz)

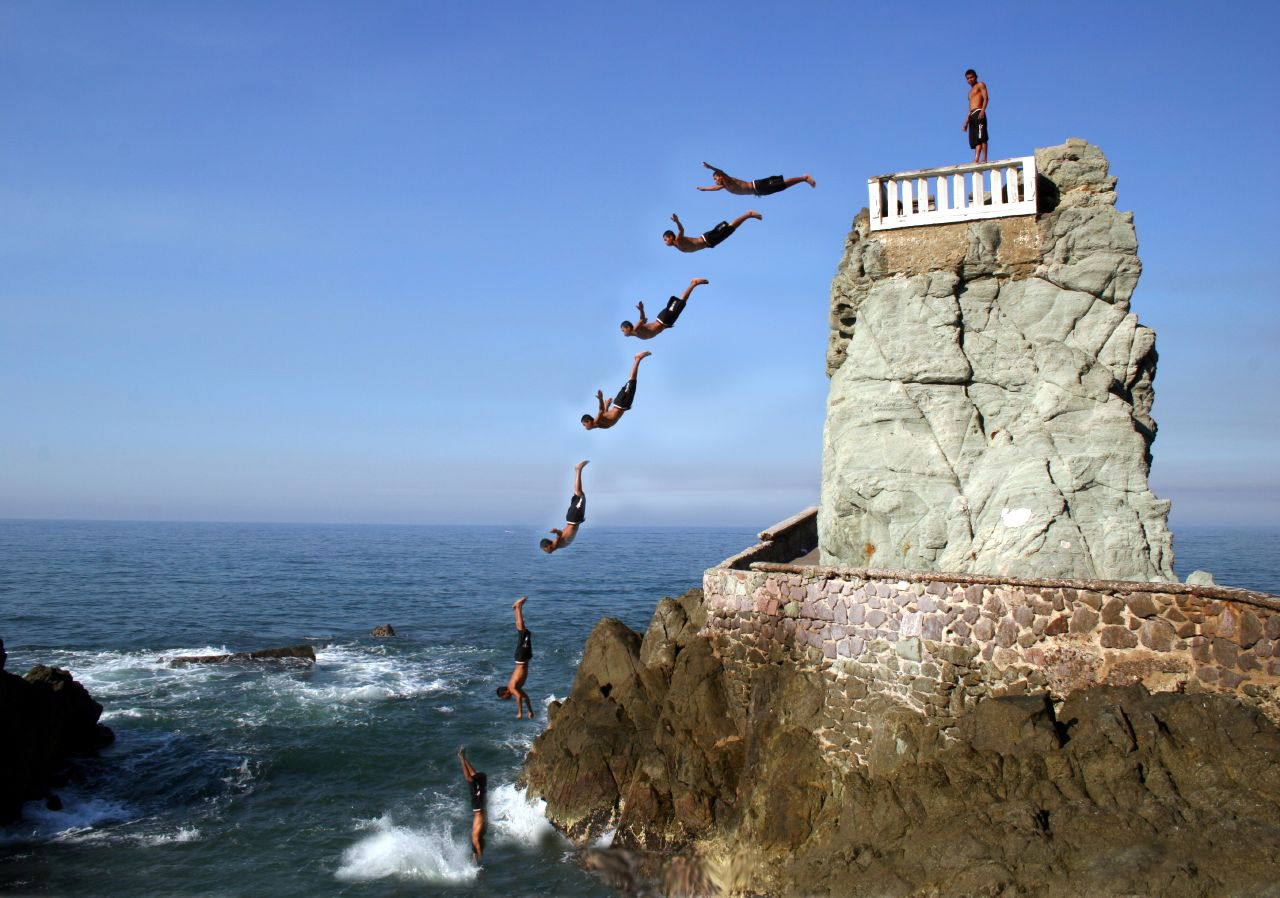
Mazatlán (Mexiko)

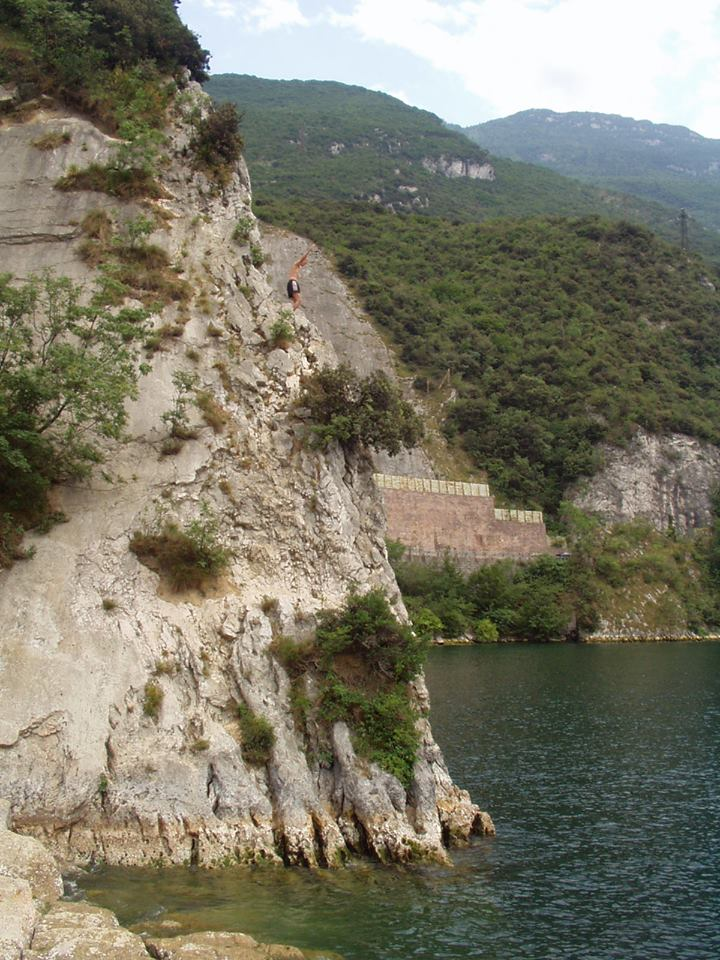
Klippenspringen am Gardasee nähe Torbole (Italien). Sprunghöhen: 5–30 m

Klippenspringen ist eine Sportart, bei der die Sportler von Felsklippen aus über zehn Metern Höhe in Gewässer springen. Sie verbindet Techniken des Turmspringens mit den Anforderungen, die die freie Natur an die Sportler stellt.

## Wettkämpfe
Seit 1997 finden internationale Wettbewerbe in dieser Sportart statt. Hier gilt es, wie beim Wasserspringen möglichst schwierige Figuren in der Luft zu zeigen, bevor anschließend möglichst spritzerlos eingetaucht wird. Wie beim Wasserspringen setzen sich die Figuren aus Schrauben und Salti (vorwärts und rückwärts) zusammen. Im Gegensatz zum Wasserspringen wird jedoch fast ausschließlich mit den Füßen voran und angelegten Armen eingetaucht, da das Eintauchen kopfüber die Muskulatur in Hals und Schulter bei mehreren Sprüngen pro Tag zu stark beansprucht. Zusätzlich wird für die meisten Sprungkombinationen der Barani, ein Vorwärtssalto mit halber Schraube, als Abschluss verwendet, da er während der gesamten Ausführung das Anvisieren der Wasseroberfläche ermöglicht.
Um den Springern sichere Bedingungen zu bieten, sind während der Wettkämpfe ständig Rettungstaucher in der Nähe des Eintauchbereichs.
Mit dem aus Acapulco bekannten Klippenspringen hat der Sport nur wenig gemeinsam: Sichere, überhängende Absprungplattformen sowie eine ausreichende Wassertiefe sind Voraussetzung, die vielen Salti und Schrauben überhaupt versuchen zu können.
Jahrelanges Training im Wasserspringen ist Grundvoraussetzung dafür, diesen Sport mit einem minimierten Verletzungsrisiko betreiben zu können. Die Absprunghöhen bewegen sich auf europäischem Wettkampfniveau zwischen 13 und 22 Metern. Bei Worldcupveranstaltungen wird aus bis zu 28 Metern gesprungen. Sieben Wettkampfrichter vergeben Noten von 0 (Sprung nicht oder komplett falsch ausgeführt) bis 10 (perfekter Sprung). Dabei werden die zwei niedrigsten und die zwei höchsten Wertungen gestrichen und die drei verbleibenden Noten zusammengezählt. Wenn nur fünf Wettkampfrichter eingesetzt werden, werden die niedrigste und die höchste Note gestrichen. Als einer der erfolgreichsten Klippenspringer der letzten Jahre gilt der ehemalige kolumbianische Kunst- und Turmspringer Orlando Duque, der neun Weltmeistertitel erspringen konnte.
Beim volkstümlichen Klippenspringen versuchen sich mutige, meist junge Männer im Springen in Gewässer. Die Sicherheit bleibt hier oft auf der Strecke: Es wird in riskante Untiefen, von rutschigen Absprüngen und unkontrolliert weit nach vorne gesprungen.
Seit 2009 werden die Red Bull Cliff Diving World Series veranstaltet.
Am 4. August 2015 führte der Extremsportler Lazaro Schaller beim Wasserfall Cascada del Salto nördlich des Ortes Maggia in der Schweiz einen Weltrekord-Klippensprung aus 58,8 Metern Höhe durch.

## Weltmeisterschaften
2013 war Klippenspringen erstmals Disziplin der von der FINA ausgerichteten Schwimmweltmeisterschaften. In Barcelona sprangen 29.–31. Juli 2013 Männer 27 m, Frauen 20 m hinunter ins Wasser. Von sechs Frauen errang Cesilie Carlton (USA) den Weltmeistertitel, unter 14 Männern wurde Orlando Duque aus Kolumbien High Dive World Champion.
Weitere Wettbewerbe fanden 2015 in Kasan, 2017 in Budapest und 2019 in Gwangju statt. Bei den Weltmeisterschaften 2022 fiel der Wettbewerb mangels geeigneter Austragungsstätte aus, soll aber 2023 in Fukuoka wieder stattfinden.

## Europameisterschaften
Die Europameisterschaften 2020 fielen wegen Corona aus.

### 2021

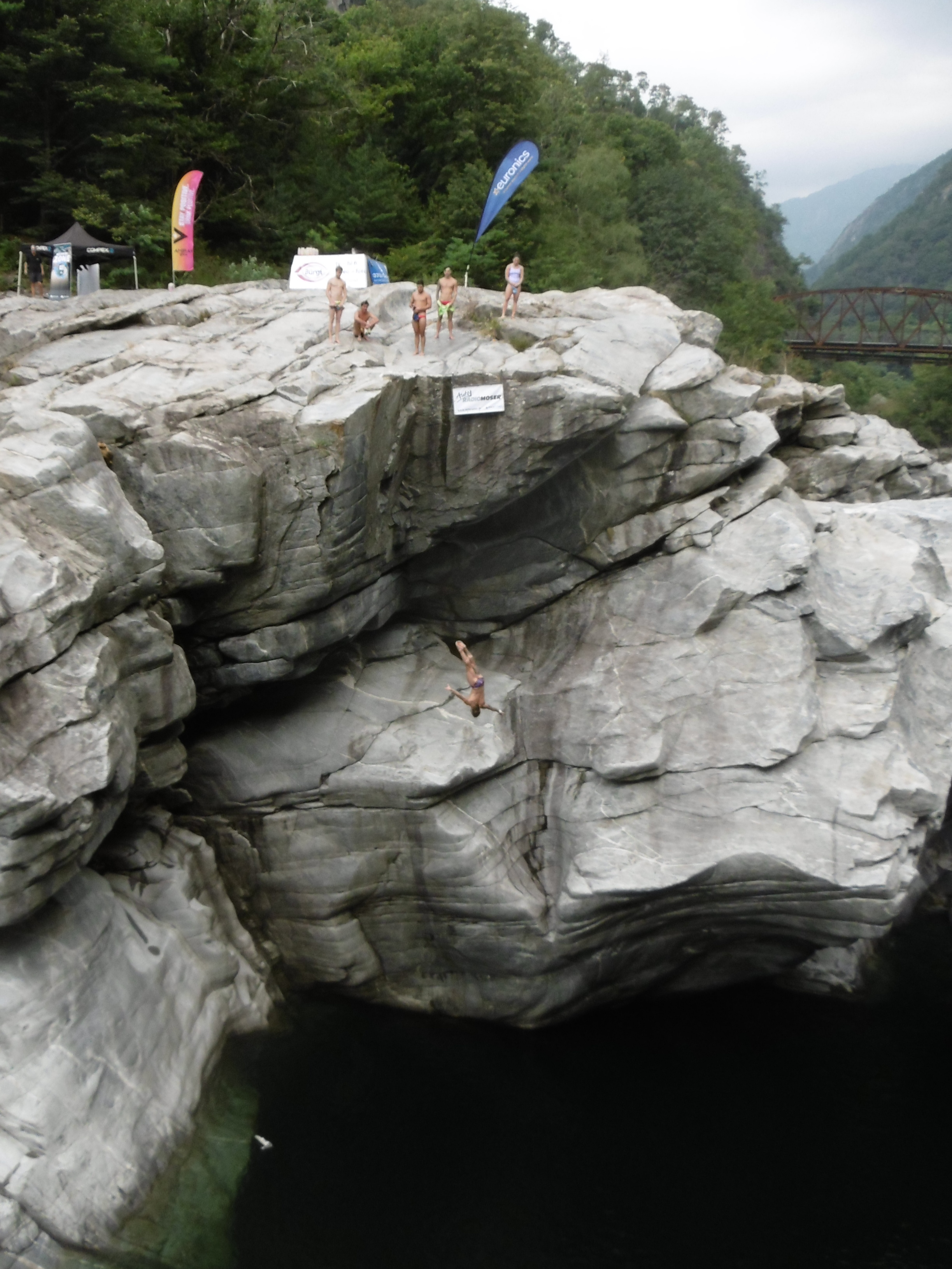
Ponte Brolla, Sprunghöhe 20 m

Am 24. Juli 2021 fand die International Cliff Diving Championship in Ponte Brolla (Locarno) statt. Veranstalter war Infinite Drop High Diving, Schweiz.
| Rang   | Springer             | Land   | Punkte |
| Männer | Männer               | Männer | Männer |
| ------ | -------------------- | ------ | ------ |
| 1.     | Owen Weymouth        | GBR    | 395,85 |
| 2.     | Jan Wilko Heinzel    | GER    | 375,75 |
| 3.     | Matthias Appenzeller | SUI    | 372,35 |
| Frauen |                      |        |        |
| 1.     | Genevieve Bradley    | USA    | 338,45 |
| 2.     | Anna Bader           | GER    | 301,95 |
| 3.     | Aimee Harrison       | CAN    | 201,70 |

Ältester Teilnehmer war Peter Roseney aus Österreich mit 71 Jahren.
Die schwierigsten Sprünge mit Schwierigkeitsgrad 5,1 waren
ein 3-facher Salto gehechtet mit doppelter Schraube, von Jan Wermelinger, Schweiz,
ein Handstandsprung rückwärts mit 2½ Saltos mit zwei Schrauben, von Matthias Appenzeller, Schweiz,
und ein 2-facher Salto rückwärts mit 2 Schrauben von Jan Wermelinger, Schweiz.
Die höchste Punktzahl von 126,9 in einem Einzelsprung erreichten Owen Weymouth, Großbritannien, mit einem 4-fachen Salto gehechtet mit 1/2 Schraube, Schwierigkeit 4,7 und Jan Heinzel, Deutschland mit einem 3-fachen Salto gehechtet mit 1½ Schrauben, ebenfalls Schwierigkeit 4,7.

## Klippenspringen Acapulco
Bekannt wurde der Sport durch die in Acapulco, Mexiko, gelegenen Felsen La Quebrada. Die ursprünglich als Perlentaucher arbeitenden Männer und Frauen zeigen heute Kopfsprünge in den Pazifik als Touristenattraktion. Es ranken sich viele Legenden darum, aus welcher Höhe dort gesprungen wird: Angeschrieben auf dem Top sind 36 Meter, doch reden viele von 41 Metern. Tatsächlich ist das höchste Level auf 85 ft. oder 25,90 Metern. Da die Felsen nicht überhängend sind, besteht die Hauptgefahr darin, nicht weit genug nach vorne zu springen (ca. 8 m). Die Wassertiefe ist nur bei Hochwasser einigermaßen sicher.
Seit 1984 gibt es in Acapulco eine Gewerkschaft alleine für Klippenspringer.

## Gumpenspringen in Bayern
In Bayern, insbesondere im Allgäu, hat sich der Begriff „Gumpenspringen“ oder auch „Gumpenjucken“ fest als Synonym für das Klippenspringen etabliert. Dieser Extremsport erfreut sich dort so großer Popularität, dass der Bayerische Rundfunk eine Sendung darüber ausstrahlte: „Wir in Bayern – Gumpenspringen an den Buchenegger Wasserfällen“. Die höchste Absprungstelle dort liegt gut 30 Meter über dem Wasser. Weitere beliebte Sprungplätze sind der Ammerdurchbruch (Scheibum) bei Saulgrub und die Gumpen am Sylvensteinspeicher.

## Bekannte Orte

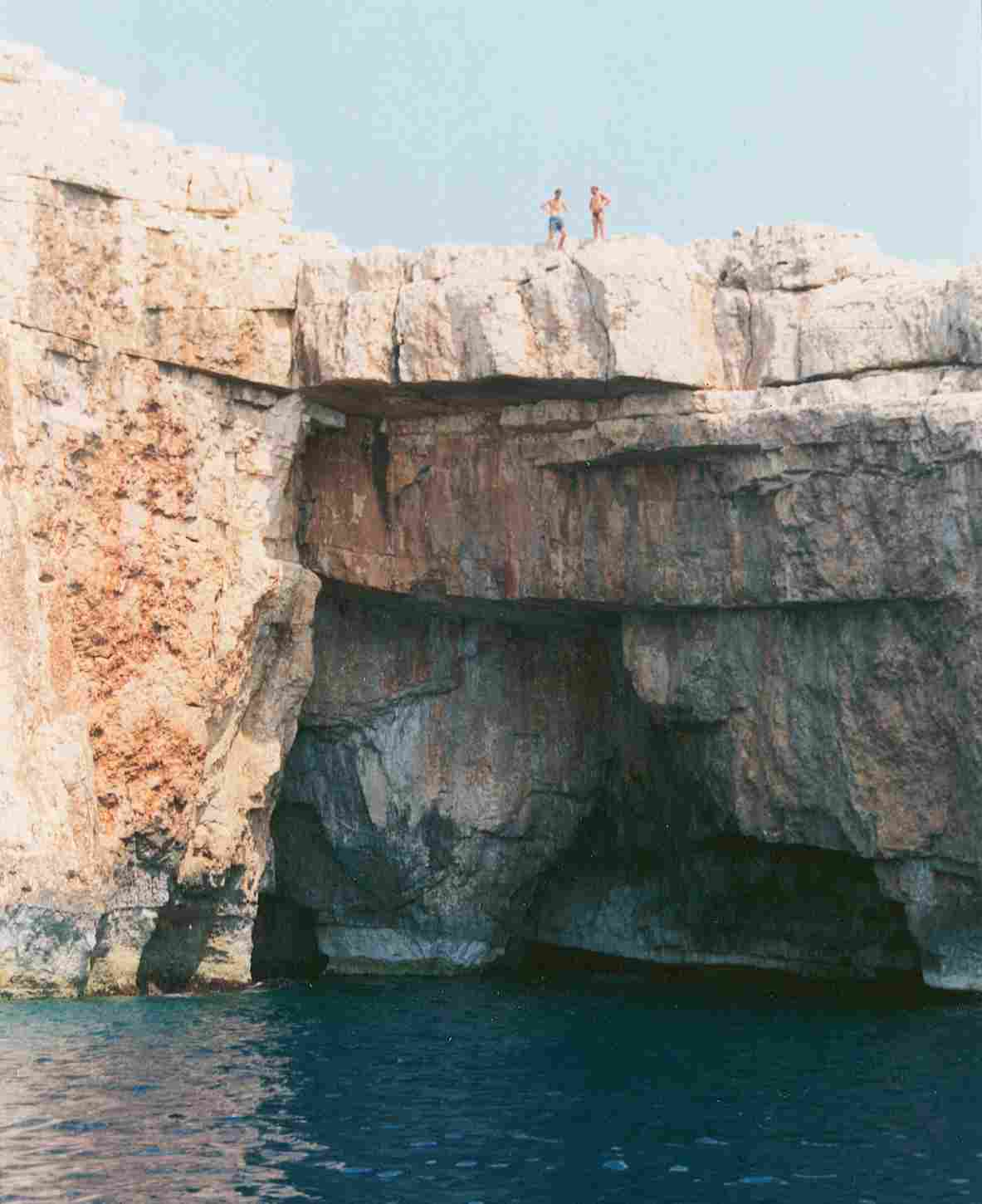
Klippensprung 24 m, Klippe südöstlich von Andipaxos

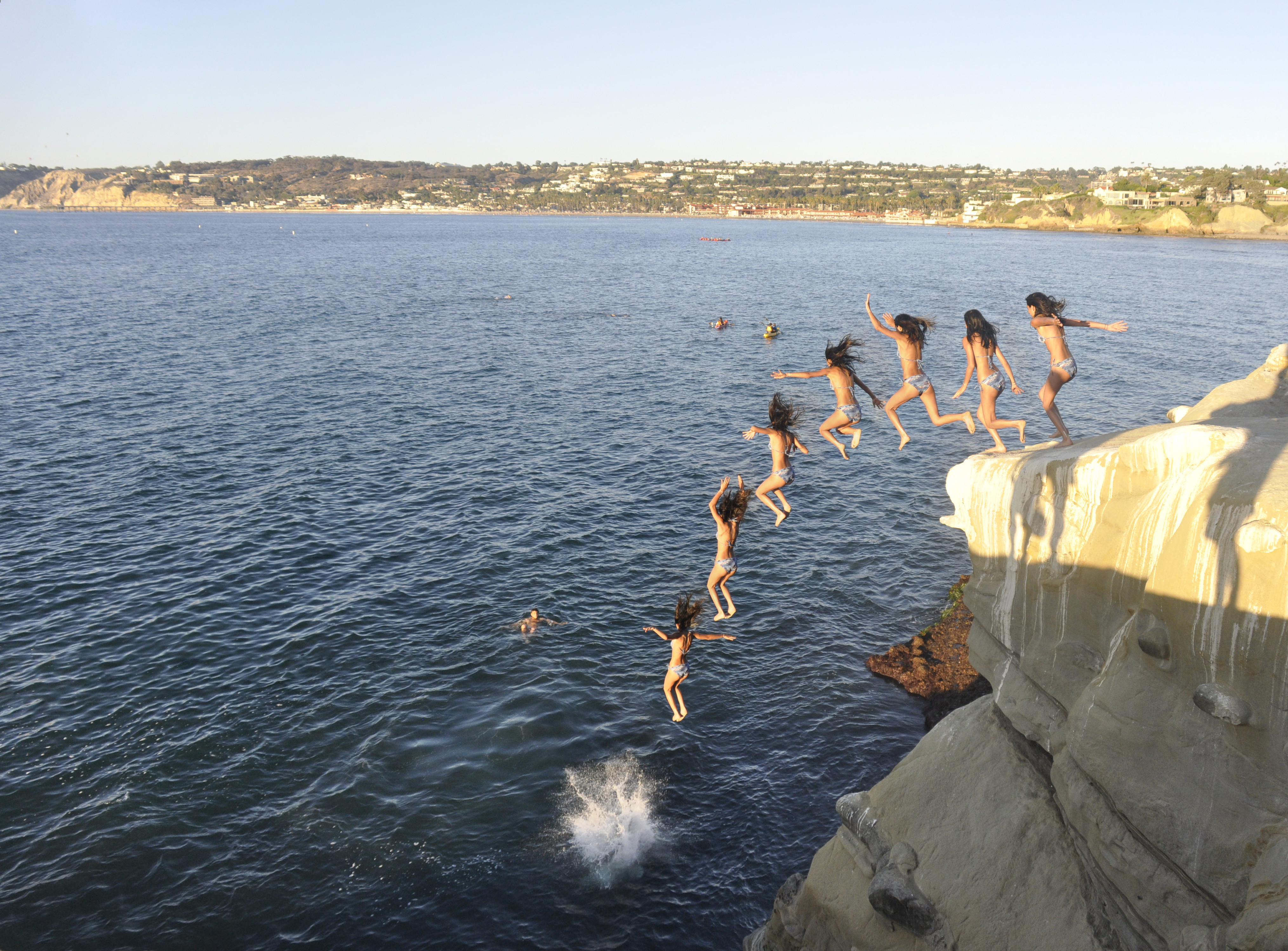
La Jolla (San Diego)

Bekannte Klippen für die Ausübung des Sports sind:
| Ort                                        | Land                    | Sprunghöhe                                  | Karte   |
| ------------------------------------------ | ----------------------- | ------------------------------------------- | ------- |
| Acapulco                                   | Mexiko                  | 35 m                                        | (Karte) |
| Ponte Brolla                               | Tessin, Schweiz         | 7, 10, 13, 15, 19, 20 m                     | (Karte) |
| Andipaxos                                  | Griechenland            | 24 m                                        | (Karte) |
| Lovrijenac                                 | Kroatien                | 25 m (Burgfelsen in Dubrovnik)              | (Karte) |
| Verudela                                   | Kroatien                | 14, 15, 20 m                                |         |
| Sidari                                     | Griechenland            | 3, 5, 8 m                                   | (Karte) |
| Sisikon                                    | Schweiz                 | 26 m                                        |         |
| Falkensteinwand                            | Österreich              | 28 m                                        |         |
| Klöntalersee Südufer                       | Schweiz                 | 9 m                                         |         |
| Menorca                                    | Spanien                 | 7, 9, 13, 17, 18 m                          |         |
| Buchenegger Wasserfälle                    | Deutschland             | 12–30 m                                     |         |
| Gardasee                                   | Italien                 | 5–30 m                                      |         |
| Mazatlán                                   | Mexiko                  | unklar                                      |         |
| Barcelona, Hafen Moll de la Fusta (Gerüst) | Spanien                 | 5, 10, (… ?), 20, 27 m (Schwimm-WM BCN2013) |         |
| Horseshoe Lake                             | Kanada                  | 3–24 m                                      |         |
| La Jolla Cove                              | Vereinigte Staaten      | unklar                                      |         |
| Stari Most, Mostar                         | Bosnien und Herzegowina | ca. 20 m, seit 1664                         |         |

## Physik
Ein Klippenspringer taucht nach einem Absprung aus 10 Metern Höhe aufgrund der Erdbeschleunigung mit knapp 50 km/h ins Wasser. Innerhalb weniger Zehntelsekunden reduziert sich dann seine Geschwindigkeit durch Aufprall, Strömungswiderstand, Auftrieb und zuletzt Schwimmbewegung auf Null. Diese Verzögerung erfolgt mit etwa dem negativ Dreifachen der Erdbeschleunigung. Samt der Kompensation des Körpergewichts wirken also vom umgebenden Wasser über die Hautoberfläche Kräfte von in Summe dem Vierfachen des Körpergewichts auf den Menschen ein.
Die Sprungdauer, als idealer freier Fall also ohne Wirkung von Luftwiderstand gerechnet, beträgt für h=10 m Höhe nach der Formel
{\displaystyle t={\sqrt {\frac {2h}{g}}}=1{,}414s}.
Die Eintauchgeschwindigkeit, als idealer freier Fall also ohne Wirkung von Luftwiderstand gerechnet, beträgt
{\displaystyle v={\sqrt {2gh}}}.
Ein Sprung aus 20 m Höhe dauert ungefähr 2 s, bis die Zehen in das Wasser eindringen.
Bei 27,5 m Sprunghöhe werden innerhalb von 2,5 s nach obiger Formel höchstens 84 km/h erreicht. Bei freiem Fall und Einnahme einer stabilen, quer zum Fall ausgerichteten Lage mit gespreizten Armen und Beinen, würde nach ca. 7 Sekunden die Fallgrenzgeschwindigkeit des menschlichen Körpers von ca. 55 m/s (ca. 198 km/h) erreicht, siehe erdnaher freier Fall.

## Brücken

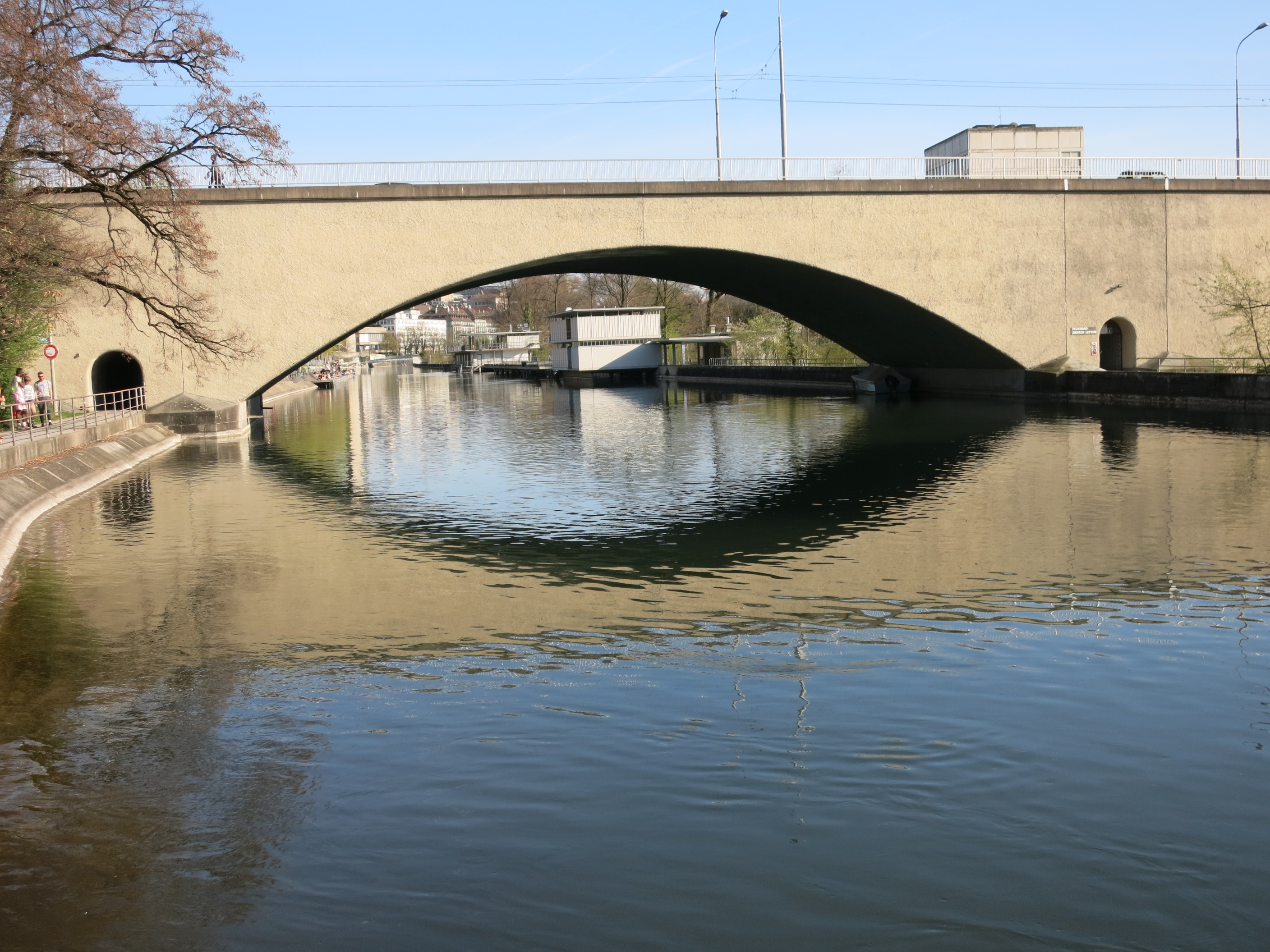
Kornhausbrücke in Zürich, 10 Meter

Brücken liegen aus Gründen der Topologie, der Lage der Verkehrsader, der Hochwassersicherheit, des Tidenhubs oder der freien Durchfahrtshöhe für Schiffsverkehr eine gewisse Höhe über dem Wasserspiegel des Gewässers darunter.

### Donau (Österreich)
Typisch für die Donau in Österreich sind Durchfahrtshöhen von mindestens um 7,50 m. Wer von der Nibelungenbrücke (Linz) springt, fällt in Summe Tragwerkshöhe bis Oberkante Gehsteig (geschätzt 4,5–5 m) plus Durchfahrtshöhe (7,52 m bei Standardpegel laut DoRIS) also mehr als 12 m und damit gefährliche Klippensprung-Höhe. Im trüben Wasser können Fremdkörper nicht ausgemacht werden, die Wassertiefe ist selten bekannt, nicht nur auf der Donau besteht noch die Gefahr, durch die Strömung unter stehende (angelegte, verankerte) oder fahrende Schiffe – mit Schiffsschraube – gezogen zu werden.

### Limmat (Schweiz)
Die Kornhausbrücke in Zürich dient jedes Jahr beim Limmatschwimmen als Bühne für eine Sprungvorführung. Sie wird genauso wie die Anlagen des nahen Kraftwerk Letten als Objekt für «urbanes Klippenspringen» genutzt. Höhe 10 Meter.